# Hongarije
Hongarije (Hongaars: Magyarországⓘ) is een land in Centraal-Europa, van noord naar zuid doorsneden door de Donau en grenzend aan Oostenrijk, Slowakije, Oekraïne, Roemenië, Servië, Kroatië en Slovenië. Hongarije is lid van de Verenigde Naties, de Europese Unie, de NAVO en de Visegrádgroep.    

## Geschiedenis

### Vóór het jaar 1000
Het gebied van het huidige Hongarije werd voor het eerst genoemd als de Romeinen rond het begin van de jaartelling het deel ten westen van de Donau bezetten en toevoegden aan de provincie Pannonia. Het land werd toen bewoond door Illyriërs en Kelten die al snel onder invloed van de Romeinse cultuur kwamen. Het rijk werd echter steeds bedreigd door de 'barbaren' aan de andere kant van de Donau, en in de 5e eeuw konden de Romeinen de grens niet meer verdedigen tegen de Hunnen.
Na de Hunnen kwam het gebied aan beide zijden van de Donau in handen van steeds andere volken met een Germaanse, Iraanse, Turkse of Slavische achtergrond. Rond het jaar 896 deden ook de Hongaren (of Magyaren) hun intrede. Ze onderwierpen de inwoners van de Pannonische Vlakte en omringende gebieden en waren door hun strooptochten een eeuw lang de schrik van heel Europa. De kroning van Stefan I (ook wel bekend als Stefanus de Heilige) als eerste christelijke koning, in het jaar 1000, liet echter zien dat de Hongaren in staat waren zich aan hun omgeving aan te passen en te overleven.

### Het koninkrijk Hongarije

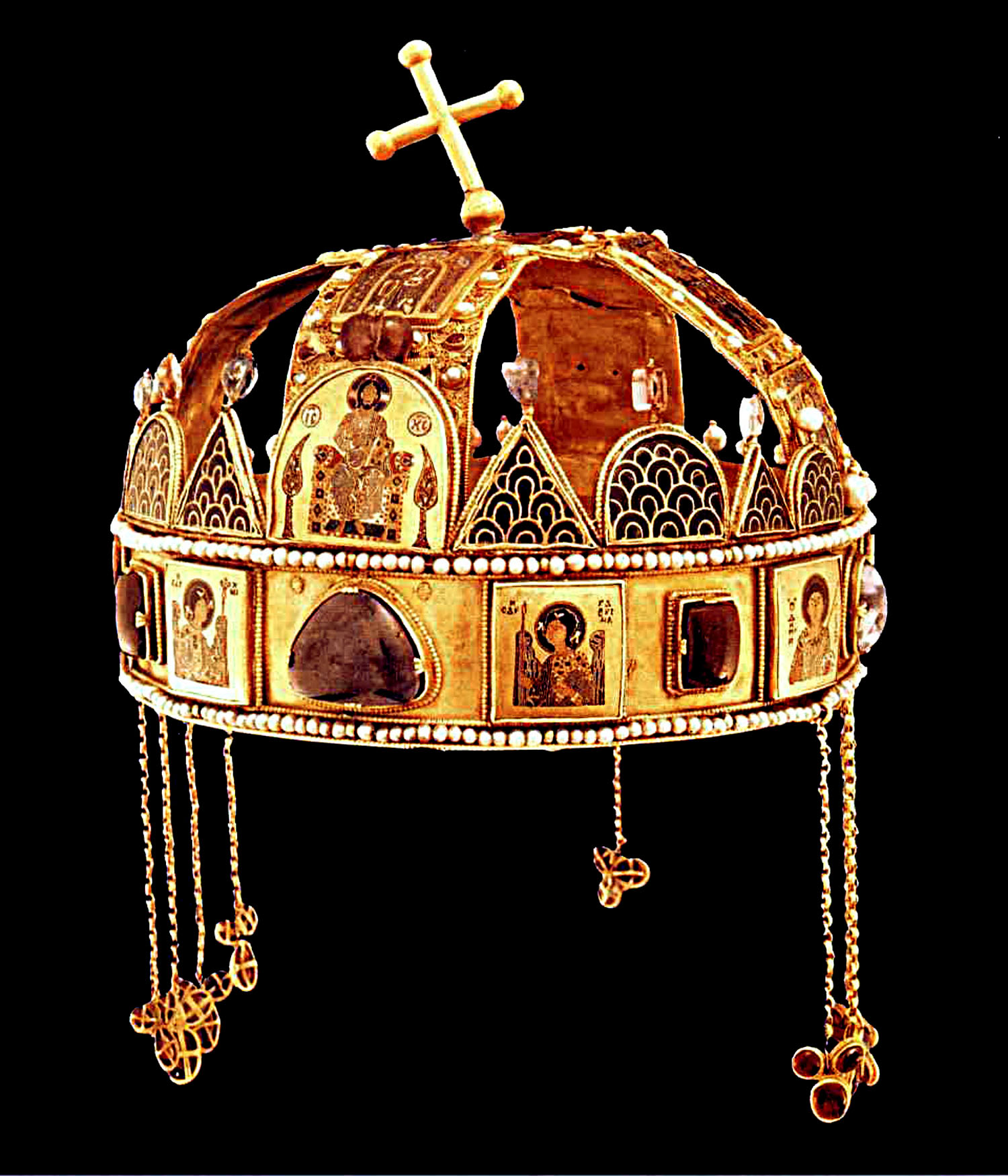
Stefanskroon

Het vroege Hongaarse koninkrijk kende bij tijden grote successen, maar werd intern verzwakt door de voortdurende machtsstrijd tussen koning en adel. In 1301 stierf de laatste koning uit de Hongaarse Árpád-dynastie, waarna de kroon door vererving in handen van het (Litouws-Poolse) Huis Jagiello en uiteindelijk in die van de (Oostenrijkse) Habsburgers kwam. Maar ondertussen werd Hongarije bedreigd door een nieuwe tegenstander, het Ottomaanse Rijk. De Slag bij Mohács (1526) luidde een 150 jaar durende Turkse bezettingstijd in, waarbij het land uit drie delen kwam te bestaan: een Turks middendeel (inclusief de hoofdstad Boeda)(Ottomaans Hongarije), een koninkrijk onder Habsburgs bestuur (Koninklijk Hongarije (1526-1867)) in het noorden en westen met Pozsony (Pressburg / Bratislava) als hoofdstad, en Transsylvanië, een vazalstaat van de Turken, in het zuidoosten. Toch werd dit Transsylvanië (Erdély) het centrum van de Hongaarse cultuur in deze moeilijke periode.
Na het mislukte Beleg van Wenen (1683) dreven de Oostenrijkers de Turken een heel eind terug en viel heel Hongarije in Habsburgse handen. In de 18e en 19e eeuw kwamen de Hongaren, althans hun ontevreden adellijke leiders, een aantal keren in opstand tegen de Oostenrijkers. Onder andere in de 18e eeuw, tijdens Rákóczi's Opstand. De vrijheidsstrijd van 1848 (Hongaarse Revolutie van 1848) wordt nog jaarlijks op 15 maart herdacht. Alle opstanden mislukten, maar in 1867 bereikten Oostenrijk en Hongarije alsnog een compromis, de Ausgleich. Hiermee kreeg het koninkrijk Hongarije een min of meer gelijkwaardige status in de Oostenrijks-Hongaarse Dubbelmonarchie. De Hongaren bestuurden voortaan niet alleen zichzelf, maar ook de vele nationale minderheden in hun koninkrijk, waartegen een magyarisatiepolitiek gevoerd werd. Uitzondering daarop vormde het Koninkrijk Kroatië en Slavonië. De Kroaten sloten met de Hongaren een overeenkomst, de Hongaars-Kroatische Ausgleich waarin geregeld werd dat de Kroaten zelfbestuur hadden onder de Hongaarse kroon.

### Na de Eerste Wereldoorlog

De opdeling op 16 november 1918 van Oostenrijk-Hongarije na de Eerste Wereldoorlog.

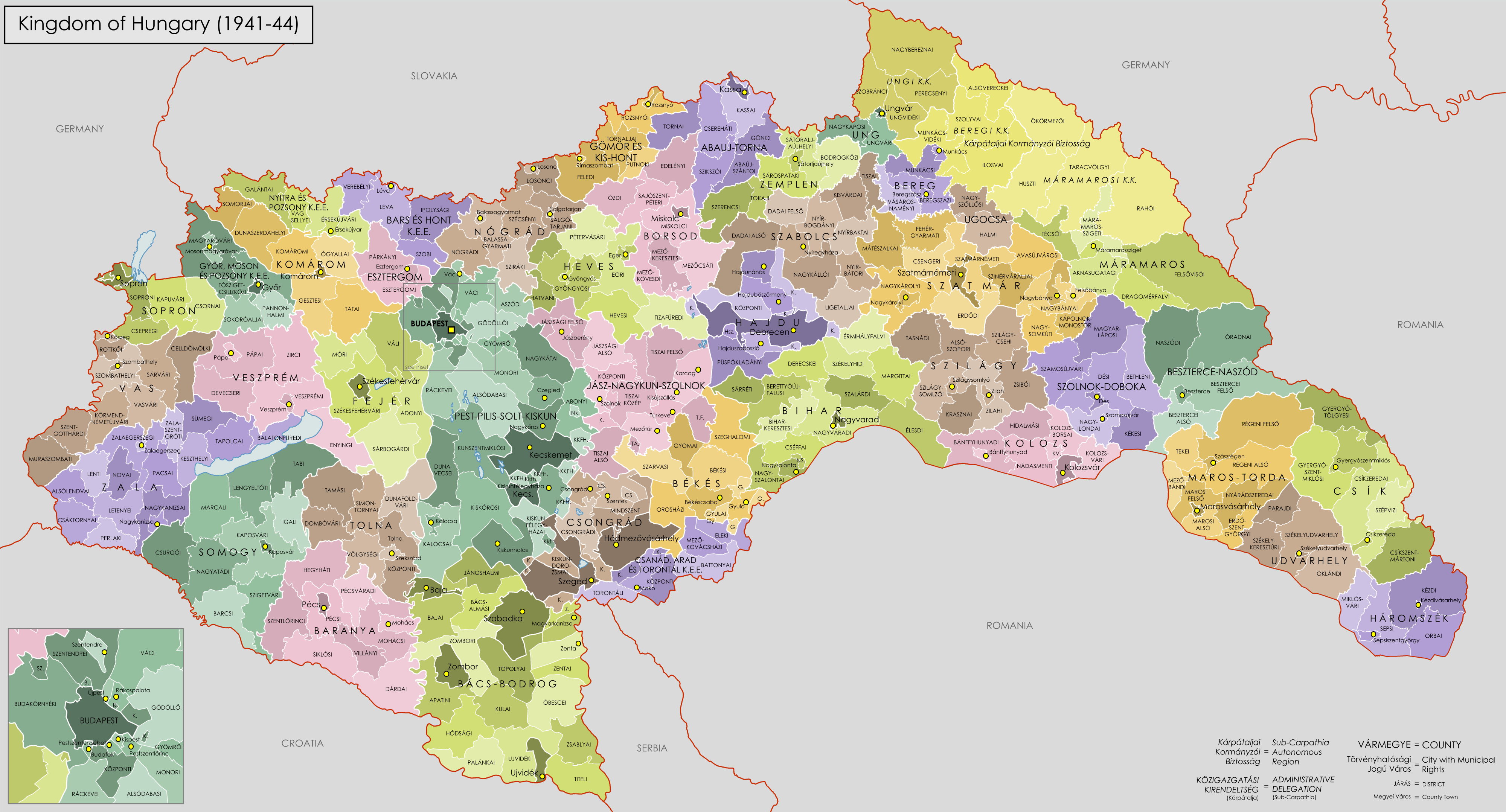
Het vergrote Hongarije na 1940

Na de nederlaag in de Eerste Wereldoorlog viel de dubbelmonarchie in vele stukken uiteen; er ontstond een onafhankelijk Hongarije, maar krachtens het Verdrag van Trianon (4 juni 1920) raakte het ten opzichte van het gebied dat vroeger onder Hongaars bestuur stond twee derde van zijn grondgebied en – met alle minderheden – driekwart van zijn inwoners kwijt. Pogingen om in het resterende deel van het land een democratische, en vervolgens een communistische republiek te vestigen (de Hongaarse Radenrepubliek) mislukten. De macht kwam in handen van de autoritaire admiraal Miklós Horthy, die tijdens het interbellum alles in het werk stelde om de verloren gebieden te herwinnen.

### Tweede Wereldoorlog
Horthy zocht toenadering tot nazi-Duitsland en met Duitse hulp kreeg Hongarije een deel van Transsylvanië en Slowakije terug dankzij de Eerste en Tweede Scheidsrechterlijke Uitspraak van Wenen. Het land kreeg daarmee grote gebieden van buurlanden in handen waar Hongaarse minderheden leefden. De bevolking van de staat nam door de grenswijzigingen toe van 8,6 naar ruim 14 miljoen inwoners, het aantal etnische Hongaren van 8 miljoen naar 11.881.455. Meer problematisch was dat er met de annexatie van Noord-Transsylvanië ook 1 051 026 Roemenen binnen de grenzen kwamen (7% van de bevolking in 1941) en dat er alsnog 407.188 etnische Hongaren in Zuid-Transsylvanië en overig Roemenië achterbleven.
Toen Horthy in 1942/1943 (met de Duitse nederlaag 2 jaar later in zicht) gesprekken aanknoopte met de geallieerden, werd hij afgezet en geïnterneerd, en in maart 1944 werd Hongarije door Duitsland bezet. Met hulp van de lokale fascisten, de Pijlkruisers, werd in minder dan een jaar ruim de helft van de Joodse bevolking (circa 440.000 van de 840.000 mensen) naar het vernietigingskamp Auschwitz-Birkenau afgevoerd. In totaal kwamen 565.000 Hongaarse Joden om het leven. Deze deportatie is ook bekend onder de naam Aktion Höss.
In Boedapest spanden diverse buitenlandse diplomaten zich zeer uitvoerig in om Joden te redden. De succesvolste onder hen was de Zwitser Carl Lutz, bijgestaan door de Vaticaanse nuntius, monseigneur Angelo Rotta, de vertegenwoordiger van het Internationale Rode Kruis, Friedrich Born, Giorgio Perlasca en de Zweedse diplomaat Raoul Wallenberg, die bekend werd doordat hij aan het eind van de oorlog verdween.

### Communistische tijd en democratie
De troepen van de Sovjet-Unie waren in 1945 bevrijders, maar tegelijk ook nieuwe bezetters. Een tweede poging om een democratische republiek te vestigen was gedoemd te mislukken, Hongarije moest tot het Oostblok toetreden. Na Stalins dood leek er ruimte voor meer vrijheid, maar de onderdrukking van de Hongaarse Opstand van 1956 maakte duidelijk dat die vrijheid zeer beperkt was. Veel Hongaren vluchtten naar het westen. Onder het bewind van János Kádár bleef het politieke systeem repressief, maar op economisch gebied werden de communistische principes vanaf de jaren zestig flexibel toegepast. De consument kreeg meer aandacht, er was enige ruimte voor particulier initiatief. Het land werd daarom door de westerlingen gezien als het "minst onaantrekkelijke" land van het Oostblok.
In de jaren tachtig ontstond in de communistische partij een belangrijke groep die ook meer politieke vrijheid wilde toestaan. Toen de ontwikkelingen in de Sovjet-Unie dat mogelijk maakten werd de oude Kádár terzijde geschoven en begon het bewind zichzelf te hervormen. In 1989 werden de leiders van de opstand van 1956 in ere hersteld. Op 19 augustus 1989 opende men het IJzeren Gordijn tijdens de Pan-Europese picknick en in oktober van dat jaar werd in overleg met de democratische oppositie de volksrepubliek ontbonden en vervangen door de Republiek Hongarije. De eerste vrije parlementsverkiezingen vonden in 1990 plaats. Door het uiteenvallen van de Sovjet-Unie in 1991 kon Hongarije ook in de buitenlandse politiek vrije keuzes maken: het land trad na volksraadplegingen toe tot de NAVO (1999) en de Europese Unie (2004).

### Na de omwenteling
Hongarije ontwikkelde zich vanaf de val van het IJzeren Gordijn als een vrije democratie. In eerste instantie wisselden de rechtse en linkse partijen elkaar af. Het conservatieve MDF leverde de eerste vrije president. Later regeerden afwisselend het conservatieve Fidesz van Viktor Orbán en het socialistische MSZP van Ferenc Gyurcsány. Sinds 2010 is de eerstgenoemde aan de macht en zijn er diverse hervormingen in het kiesstelsel en de grondwet doorgevoerd. Fidesz heeft een twee-derde meerderheid in het parlement.

## Geografie

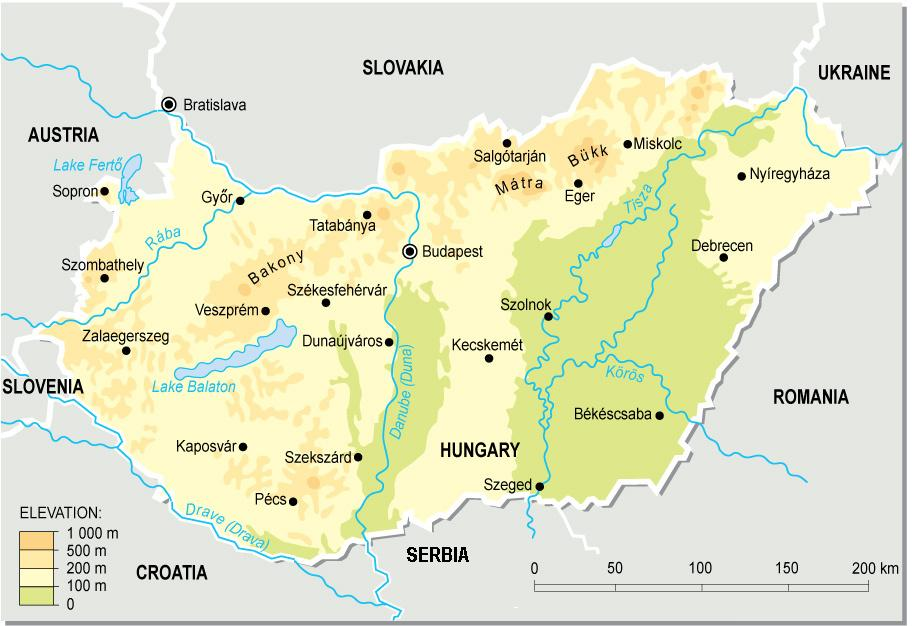
Topografische kaart van Hongarije

### Klimaat
Hongarije heeft een gematigd landklimaat. In de hoogste delen van het Transdanubisch Middelgebergte en het Noordelijk Middelgebergte heerst een subalpien klimaat. De Grote Laagvlakte heeft een echt landklimaat. Rond de stad  Pécs in Zuidwest-Hongarije , heerst een soort mediterraan klimaat, mede door de beschutting van het Mecsekgebergte. Hongarije heeft koude, natte winters en warme zomers.
De gemiddelde januari-temperatuur is in het westen en zuidwesten ca. 0 °C. De gemiddelde juli-temperatuur ligt tussen 18 °C in het noordwesten en 22 °C in het zuidoosten. Hongarije heeft vrij veel zonne-uren, gemiddeld 2000 uur per jaar.
De jaarlijkse gemiddelde neerslag (500 mm) is vrij laag als gevolg van de regenschaduw van de Alpen, maar varieert onder invloed van de Atlantische Oceaan. In de winter is het land soms bedekt met een dik sneeuwtapijt.

### Landschap

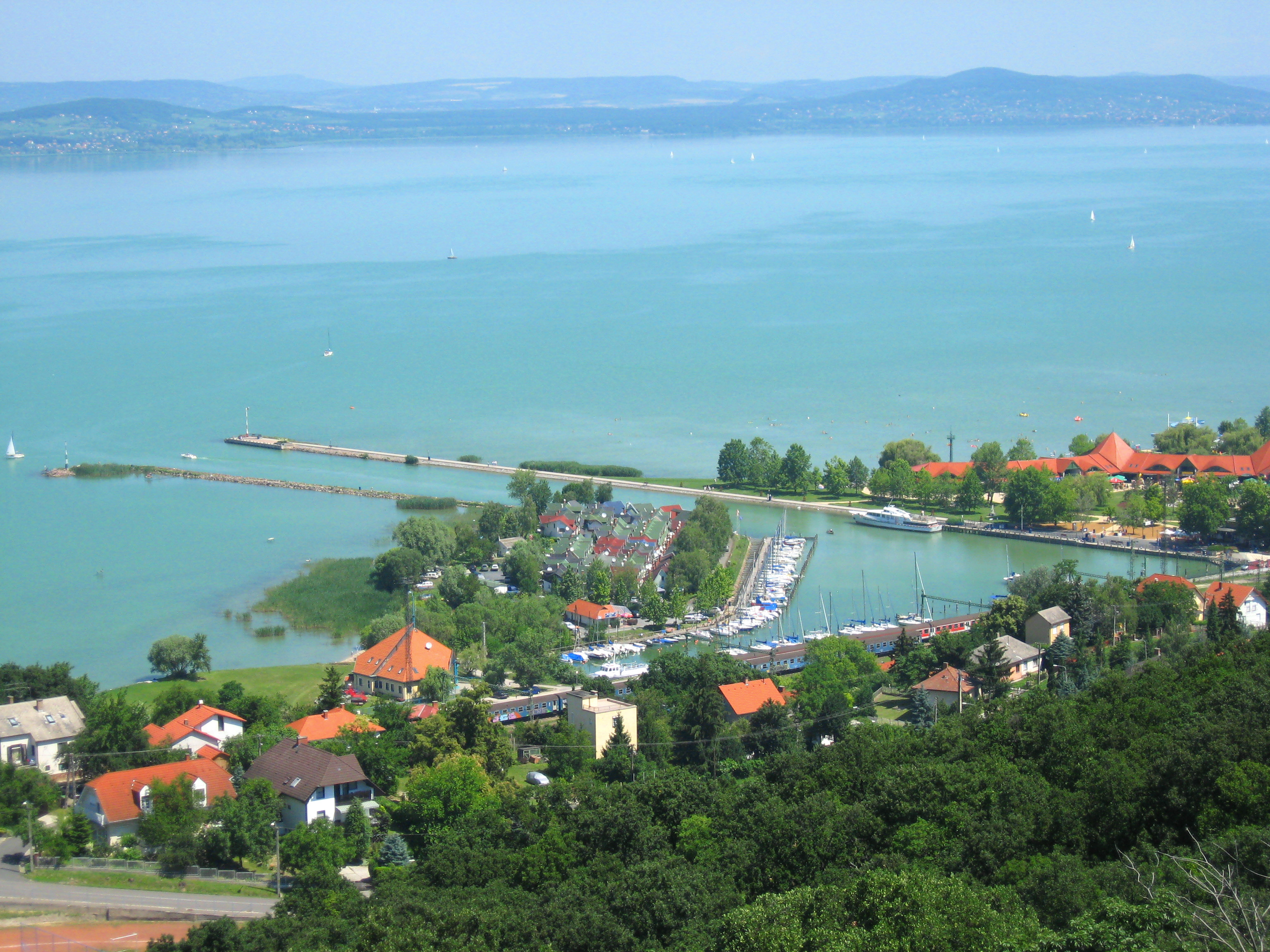
Het Balatonmeer, het grootste meer van Midden-Europa

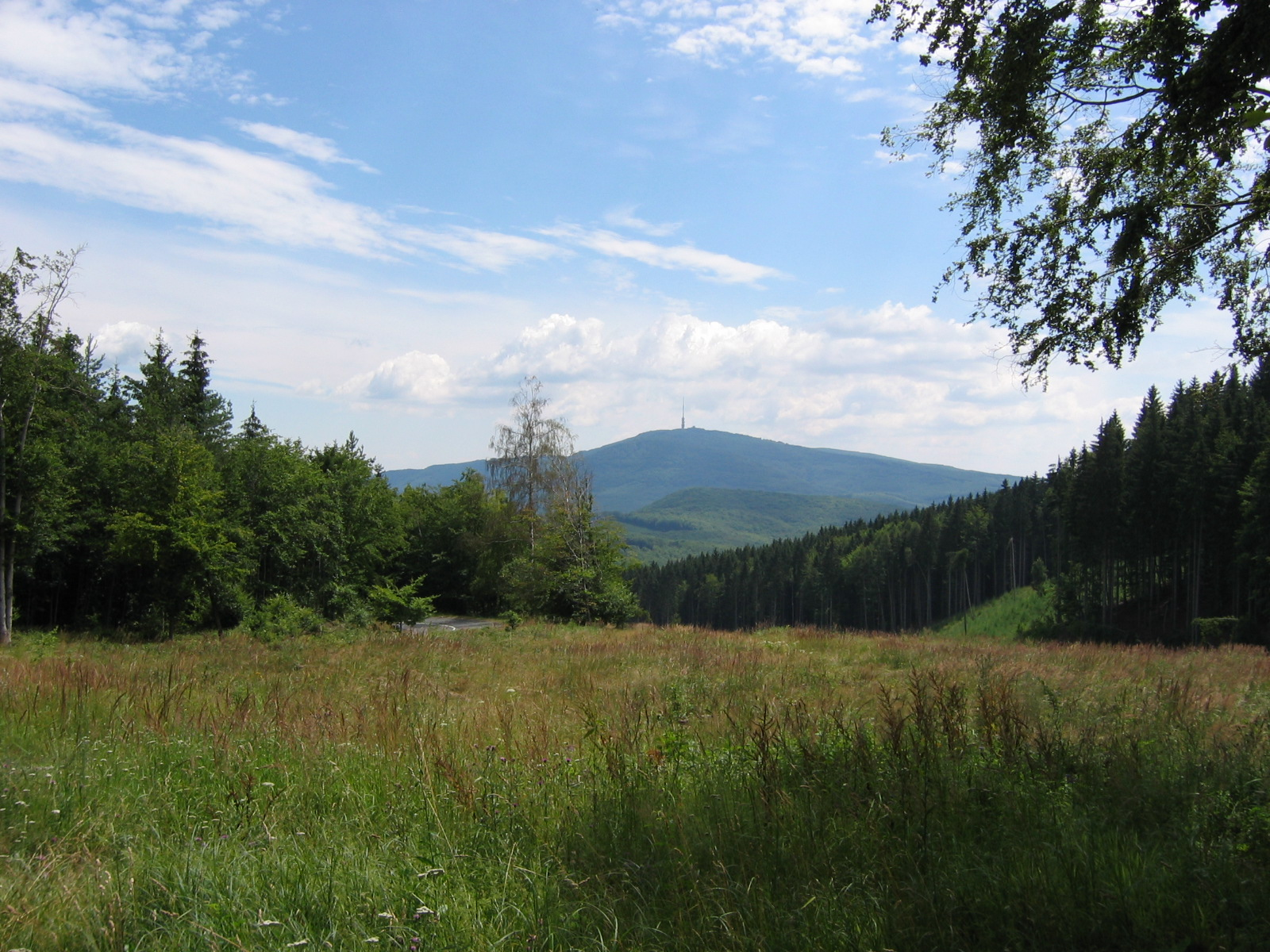
De Kékes in het Mátragebergte, de hoogste berg van het land

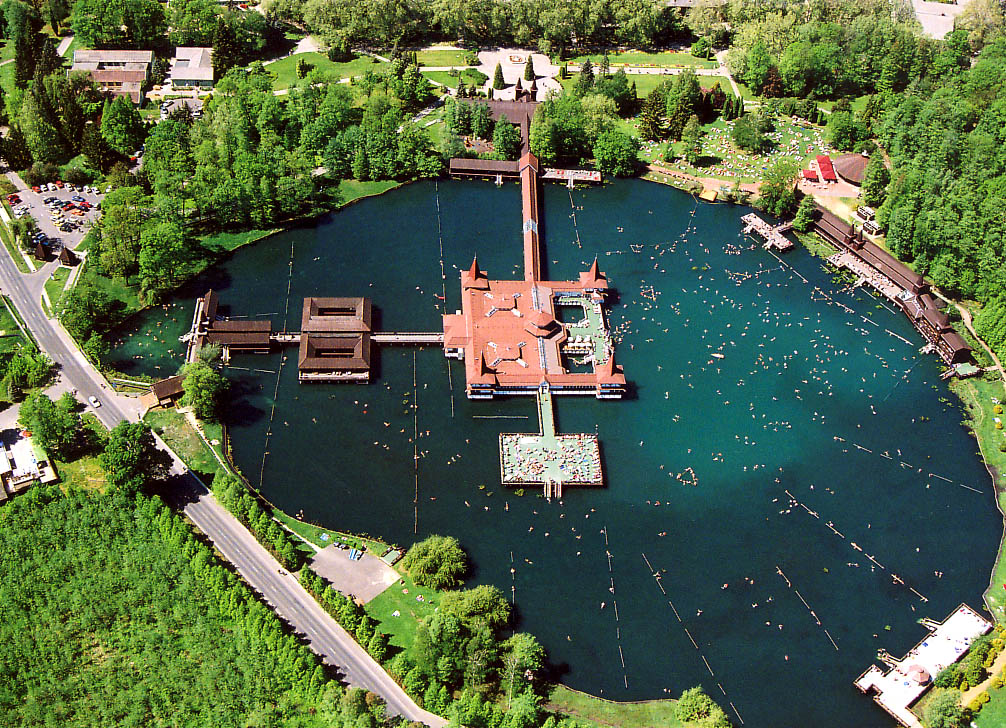
Hévíz

Naar landschap kan Hongarije ruwweg in vier delen opgedeeld worden. Verreweg de omvangrijkste daarvan is de Grote Hongaarse Laagvlakte of de Alföld, ten oosten van de Donau. Deze vlakte beslaat het midden en zuidoosten van het land, waar zich ooit de Hongaarse poesta (vertaald uit het Slavisch: leegte) uitstrekte. In het oosten wordt de vlakte net over de grens in Oekraïne en Noord-Roemenië begrensd door de oostelijke Karpaten. In het zuiden zet de Alföld zich voort in Roemenië en Servië om daar uiteindelijk te eindigen tegen de zuidelijke Karpaten. Midden door de vlakte stroomt de Tisza (584 km), in grootte de tweede rivier van Hongarije.
Het tweede landschapstype is dat van de bergen in het noorden (Felföld), langs de grens met Slowakije. Dit is het Noord-Hongaars middelgebergte, gevormd door uitlopers van het noordelijke deel van de Karpaten. Het Hongaarse gebergte wordt weer in verschillende delen onderscheiden. De hoogste berg van het land, de Kékes (1014 m) ligt in het Mátragebergte, meer naar het oosten begint het Bükkgebergte.
Ten westen van de Donau (Duna, 417 km in Hongarije) zet de Pannonische Vlakte zich voort in het glooiende landschap van Transdanubië. Helemaal in het zuiden ligt het Mecsekgebergte, in het zuidwesten vormt de Drau (Dráva) de grens met Kroatië. In het noorden wordt dit deel van het land begrensd door het Transdanubisch Middelgebergte, waarvan het Bakonygebergte het grootste deel vormt. Ten zuiden van de Bakony ligt het Balatonmeer, het grootste meer van Centraal-Europa (596 km²). Boven Boedapest sluiten de Transdanubische en het Noord-Hongaarse bergruggen op elkaar aan. Hier moet de Donau zich bij de Donauknie een weg door de bergen banen.
Ten noordwesten van het Transdanubisch Middelgebergte bevindt zich het laatste van de vier hoofdlandschappen, de Kleine Hongaarse Laagvlakte, die zich over de Donau voortzet in Slowakije. Het Hongaarse deel wordt doorsneden door de rivier de Rába en eindigt ten westen van Szombathely tegen de uitlopers van de Alpen, voorbeelden van deze uitlopers zijn het Günser gebergte en het Ödenburgergebergte , deze bergketens lopen door tot in Burgenland. Het Ödenburgergebergte begrenst deels de westelijke zijde van het Neusiedlermeer. Dit laatst genoemde steppemeer is na het eerder genoemde Balatonmeer, het grootste van Midden-Europa.

### Natuur en landschap
Hongarije telt tien nationale parken, waarvan het Nationaal park Hortobágy het grootste is. Ten zuiden van de hoofdstad ligt het Nationaal park Kiskunság. De andere zijn de nationale parken Aggtelek, Balaton-hoogland, Bükk, Donau-Drava, Donau-Ipoly, Fertő-Hanság, Körös-Maros en Őrség. Verder zijn er nog vele beschermde landschappen, natuurgebieden en educatieve paden.

## Demografie

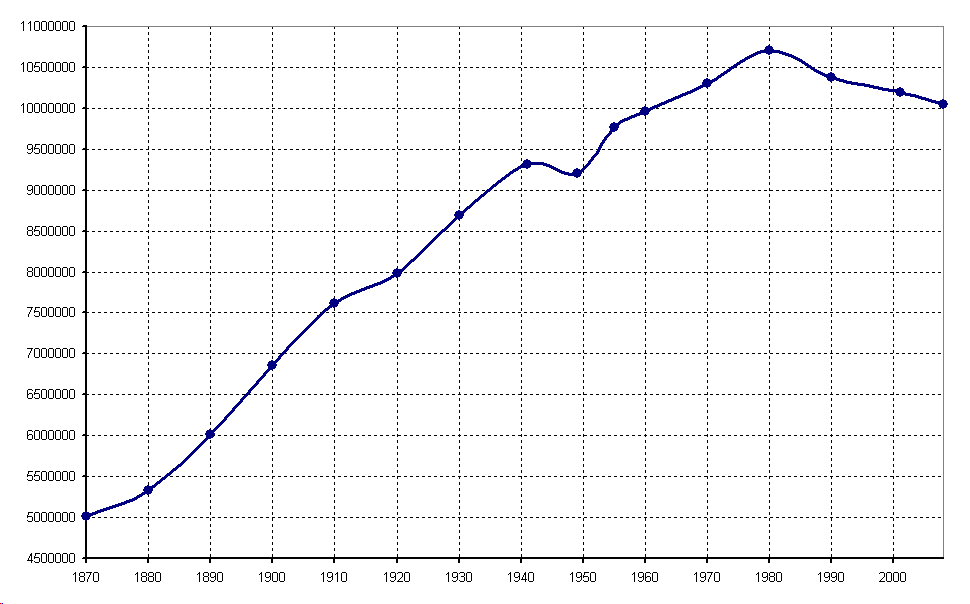
Demografische ontwikkeling in de periode 1870-2003

Hongarije telt circa 9,7 miljoen inwoners (2019). Dit was in 1980 nog 10.709.463, maar sindsdien is het geboortecijfer sneller gedaald dan het sterftecijfer. Het geboortecijfer ligt ongeveer rond het Europese gemiddelde, maar het sterftecijfer is hoog in verhouding tot het economisch niveau van het land. De levensverwachting voor mannen is 68,6 jaar, dat is 7 jaar minder dan het EU-gemiddelde. Voor vrouwen is de levensverwachting van 76,9 jaar de laagste binnen de EU (2004).
Net buiten de grenzen wonen in de buurlanden nog eens 2,1 miljoen etnische Hongaren (census 2011).

### Ontwikkeling van het bevolkingsaantal
| Jaar[5] | Inwoners   |
| ------- | ---------- |
| 1960    | 9.961.044  |
| 1970    | 10.322.099 |
| 1980    | 10.709.463 |
| 1990    | 10.374.823 |
| 2000    | 10.200.298 |
| 2005    | 10.097.549 |
| 2010    | 10.014.324 |
| 2015    | 9.855.571  |
| 2020    | 9.769.526  |

### Etniciteit en taal
Naar etniciteit is de Hongaarse bevolking vrij homogeen. Volgens de volkstelling van 2001 maken de etnische Hongaren 92% van de bevolking uit. De grootste minderheidsgroep vormen de Roma ("zigeuners"). Ongeveer 190.000 Hongaren gaven bij de volkstelling aan tot deze groep te behoren. In werkelijkheid zijn het er meer: de schattingen variëren van 400.000 tot 600.000.
Daarnaast vormen de etnische Duitsers, Slowaken en Kroaten in Hongarije minderheden van enige omvang. Ook bij deze groepen zijn de werkelijke aantallen hoger dan die in de volkstelling. De overige minderheden, onder meer Roethenen, worden op minder dan 0,25% van de bevolking geschat.
| groep            | telling 2001 | percentage | schatting | percentage |
| ---------------- | ------------ | ---------- | --------- | ---------- |
| Hongaren         | 9.416.045    | 92,33      |           |            |
| Roma / zigeuners | 189.984      | 1,86       | 500.000   | 4,90       |
| Duitsers         | 62.105       | 0,61       | 210.000   | 2,06       |
| Slowaken         | 17.693       | 0,17       | 105.000   | 1,03       |
| Kroaten          | 15.597       | 0,15       | 85.000    | 0,83       |
| onbekend         | 570.537      | 5,59       |           |            |

De situatie van de Roma/zigeuners is moeilijk en is er sinds de val van het communisme alleen maar op achteruitgegaan. Het opleidingsniveau is laag, de werkloosheid hoog. Er is sprake van een vicieuze cirkel van armoede, criminaliteit en discriminatie.
Het Hongaars (magyar) is de officiële taal van Hongarije. Het is een Finoegrische taal, die geen enkele verwantschap heeft met de naburige talen. Naar Nederlandse maatstaven is de kennis van vreemde talen matig, echter sinds de val van het communisme is vooral de jeugd bezig met een inhaalbeweging en legt zich voornamelijk toe op de studie van de Engelse taal. Mensen op leeftijd zullen eerder een mondje Duits praten.
In 2011 werd een nieuwe volkstelling gehouden. Hieruit is gebleken dat het aantal Roma toen 315.583 was. De Duitsers vormden de tweede grote minderheid van Hongarije met 185.696 personen. In totaal vormden de minderheden een groep van 644.524 personen op een totale bevolking van 9.937.628 inwoners.

### Hongaarse minderheden
Artikel 6.3 van de Hongaarse grondwet
De Hongaarse Republiek heeft een verantwoordelijkheidsgevoel voor het lot van de Hongaren van buiten haar grenzen, en zal hun relaties met Hongarije aanmoedigen en koesteren.
Beduidende Hongaarse minderheden wonen in de buurlanden ( in 2011 in totaal 2.198.284 personen), te weten in Roemenië (in Transsylvanië), Slowakije, Servië, Oekraïne, Kroatië en Oostenrijk (in Burgenland). In Slovenië heeft het Hongaars een officiële status, de minderheid daar bestaat uit ongeveer 7000 personen.
Hongarije is nog steeds zeer begaan met het lot van in het buitenland wonende Hongaren. Dit vertaalde zich in 2001 bijvoorbeeld in de statuswet, die voor grote spanningen zorgde met Slowakije en Roemenië. In 2010 werd de wet op het dubbel staatsburgerschap aangenomen. Dit betekent dat Hongaren van de etnische minderheden in de buurlanden een Hongaars paspoort kunnen krijgen. In november 2013 werd bekend dat er inmiddels 500.000 Hongaren uit de buurlanden hiervan gebruik hebben gemaakt. Met name Slowakije probeert dit tegen te gaan. Slowaakse Hongaren die het Hongaarse paspoort krijgen worden verplicht het Slowaaks staatsburgerschap op te geven.
In 2020 maakte de Hongaarse minister Zsolt Semjén bekend dat er in de 10 jaar van vereenvoudiging van de regels omtrent het Hongaars staatsburgerschap 940.000 Hongaren uit de buurlanden hiervan gebruik hebben gemaakt en hun eed/gelofte hebben afgelegd. De traditionele nationalisatie leverde nog eens 160.000 nieuwe Hongaarse staatsburgers op. Hiermee is het aantal Hongaarse staatsburgers die wonen in de buurlanden in 10 jaar tijd opgelopen tot 1,1 miljoen.

### Regio's in buurlanden met een grote Hongaarse minderheid

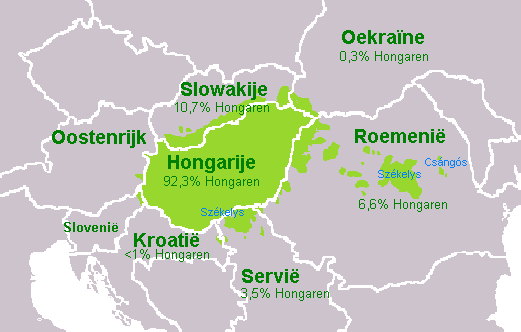
Hongaren in en rondom Hongarije

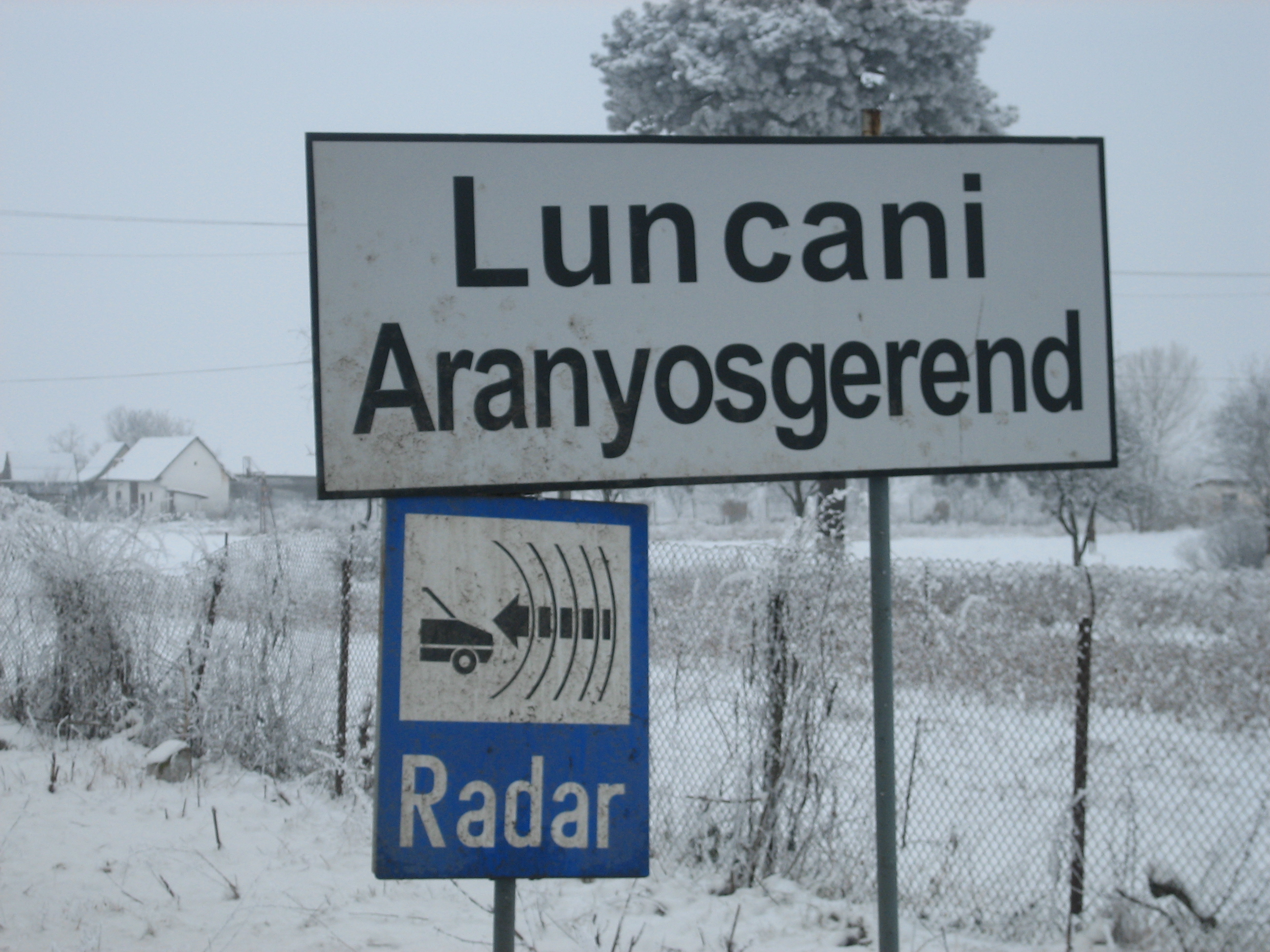
Tweetalig (Roemeens-Hongaars) bord in Roemenië

Langs vrijwel de gehele Hongaarse landsgrens liggen regio's met een Hongaarstalige bevolking. In Roemenië ligt ook verder naar het centrum van het land een Hongaarse regio; het Szeklerland. In de volgende regio's is het aantal en aandeel van de Hongaren op de totale bevolking het hoogst:
- District Harghita (Roemenië) - 257.707 Hongaren (85,21% in 2011)
- Vojvodina (Servië) - 251.136 Hongaren (13% in 2011) in het district Noord-Banaat is 47% Hongaarstalig
- District Mureș (Roemenië) - 200.858 Hongaren (38,09% in 2011)
- Nitra (regio) (Slowakije) - 183.535 Hongaren (26,6% in 2011) in Okres Komárno is 66% Hongaarstalig
- Oblast Transkarpatië (Oekraïne) - 156.600 Hongaren (12,1% in 2001)
- District Covasna (Roemenië) - 150.468 Hongaren (73,74% in 2011)
- Bihor (Roemenië) - 144.736 Hongaren (26,3% in 2011)
- District Satu Mare (Roemenië) - 131.456 Hongaren (39,94% in 2011)
- Trnava (regio) (Slowakije) - 125.972 Hongaren (22,7% in 2011)  in Okres Dunajská Streda is 75% Hongaarstalig
- District Cluj (Roemenië) - 103.591 Hongaren (15,93% in 2011)
- Košice (regio) (Slowakije) - 91.002 Hongaren (11,5% in 2011)
- Banská Bystrica (regio) (Slowakije) - 79.830 Hongaren (12,1% in 2011)
- District Sălaj (Roemenië) - 50.177 Hongaren (22% in 2011)
- District Brașov (Roemenië) - 39.661 Hongaren (7,77% in 2011)
- Arad (Roemenië) - 36.568 Hongaren (9,06% in 2011)
- District Timiș (Roemenië) - 35.295 Hongaren (5,2% in 2011)
- District Maramureș (Roemenië) - 32.618 Hongaren (7% in 2011)
- Bratislava (regio) (Slowakije) - 25.520 Hongaren (4,2% in 2011)

### Religie

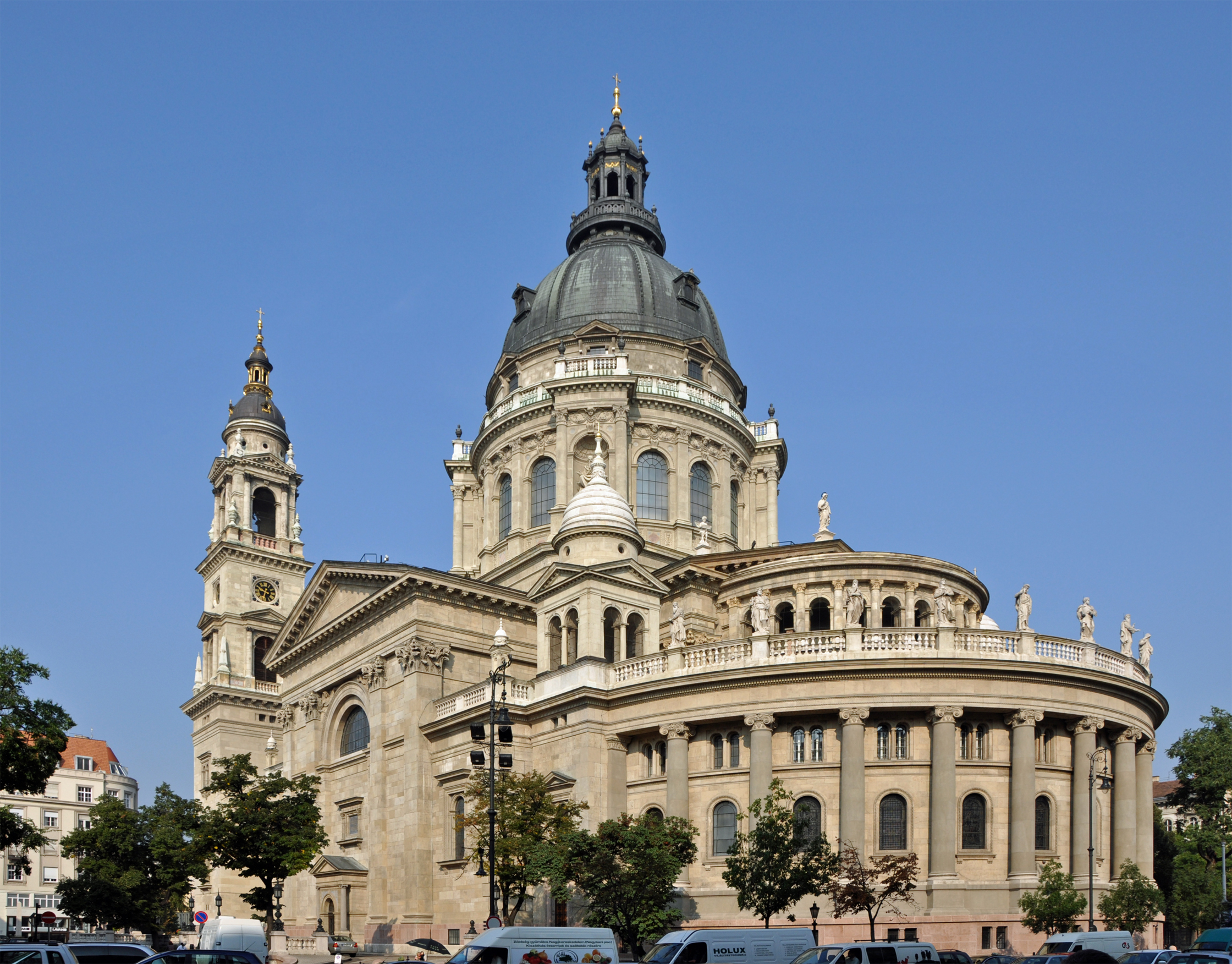
Sint-Stefanusbasiliek in Boedapest

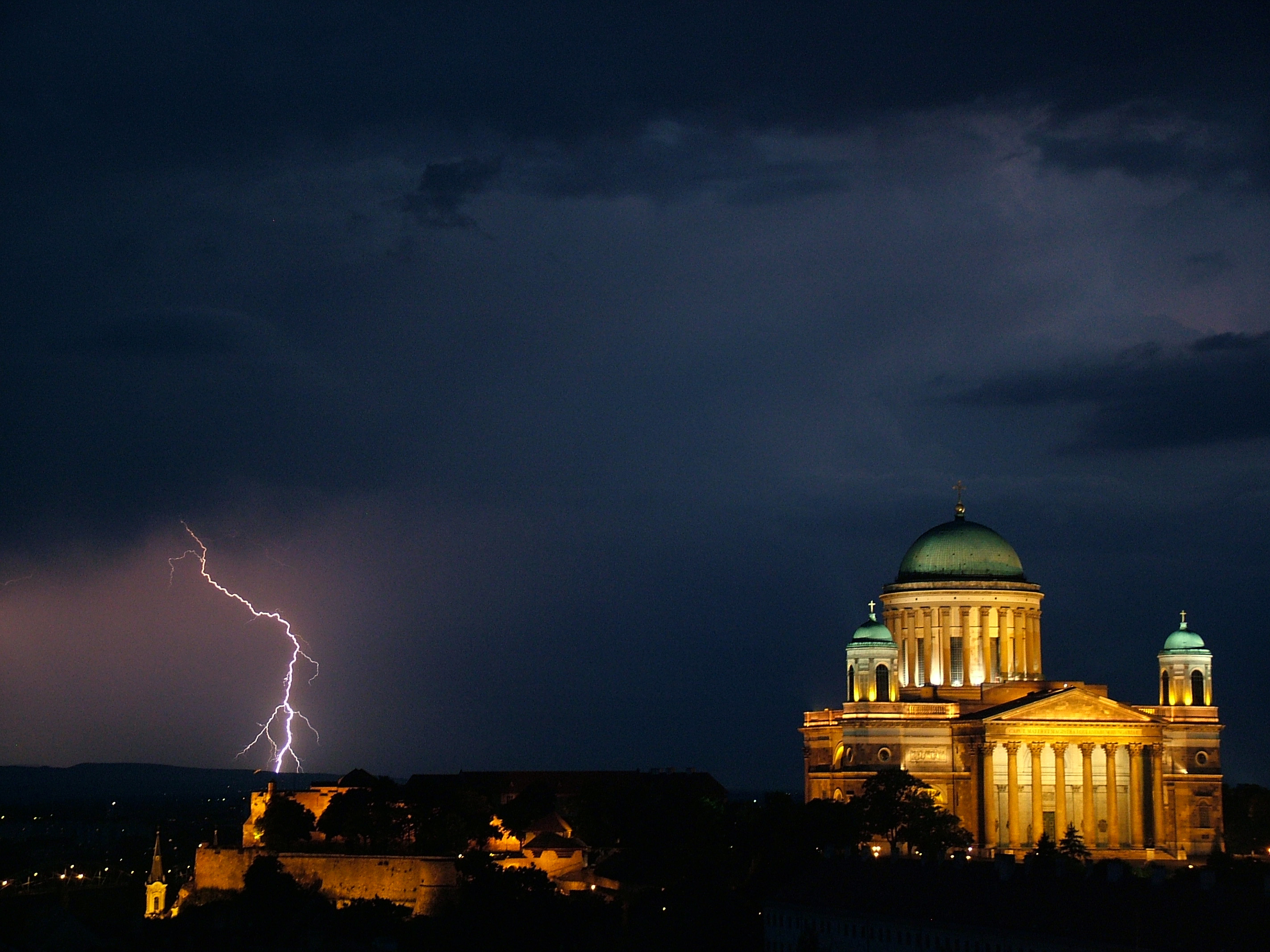
Esztergom

De meerderheid van de Hongaarse bevolking is katholiek. Van de protestantse kerkgenootschappen is de Hongaarse Gereformeerde Kerk de grootste. Deze heeft vooral aanhang in het oosten van het land. Daarnaast zijn er nog Russisch-Orthodoxe, Servisch-Orthodoxe, baptistische, methodistische en unitarische geloofsgemeenschappen. Iets meer dan 10% van de bevolking gaat wekelijks ter kerke. De joodse gemeenschap telt ongeveer 100 000 leden.
| Gezindheid    | Percentage | Gezindheid       | Percentage |
| ------------- | ---------- | ---------------- | ---------- |
| Katholiek     | 51,9       | Grieks-katholiek | 2,6        |
| Calvinistisch | 15,9       | Niet-religieus   | 14,5       |
| Luthers       | 3,0        | Onbekend         | 10,8       |

De Rooms-Katholieke Kerk in Hongarije telt vier aartsbisdommen (Eger, Esztergom-Boedapest, Kalocsa en het in 1993 opgerichte Veszprém) en 12 bisdommen. De aartsbisschop van Esztergom is tevens primaat van Hongarije en krijgt ambtshalve de kardinaalshoed. De Katholieke Kerk werd na 1945 zwaar verdrukt door het communistische regime. In 1948 werd kardinaal Mindszenty gearresteerd en in 1949 veroordeeld tot levenslange gevangenisstraf. De grondwet van 1949 vermeldde formele vrijheid van religie en een volledige scheiding van Kerk en staat. In 1951 volgden schijnproces en veroordeling van de aartsbisschop van Kalocsa, József Grősz. Pas in de jaren 1960 kwam er enige ontspanning in de relatie tussen de Kerk en het regime. In september 1964 kwam een beperkte overeenkomst met het Vaticaan tot stand, de eerste van deze aard tussen de Heilige Stoel en een communistisch land. In 1971 volgde een herziening van het sinds 1950 bestaande verdrag tussen de Hongaarse staat en de Kerk, waarbij de katholieke geestelijken meer ruimte kregen op het terrein van de zielzorg en binnen hun eigen organisatie. Ook in financieel opzicht werd de positie van de Katholieke Kerk verbeterd. Na de val van het communisme werden in 1990 de diplomatieke betrekkingen met de Heilige Stoel volledig hersteld.
Bij de opstand van 1956 werd kardinaal Mindszenty bevrijd, maar toen de Sovjettroepen op 4 november naar Boedapest terugkeerden, zocht hij zijn toevlucht in de Amerikaanse ambassade waar hij tot 1971 noodgedwongen verbleef.
Bijzonderheid is dat naast de Hongaarse aartsbisdommen binnen de grenzen er ook in buurlanden Hongaarse Rooms Katholieke gemeenschappen leven. Zo is er het bisdom van Munkács in Oekraïne, het Aartsbisdom Alba Iulia, het Bisdom Oradea, Bisdom Satu Mare en Bisdom Timisoare in Roemenië en het Bisdom Subotica en Bisdom Zrenjanin in Servië met voornamelijk Hongaarstalige gelovigen.

## Economie

### Systeemverandering

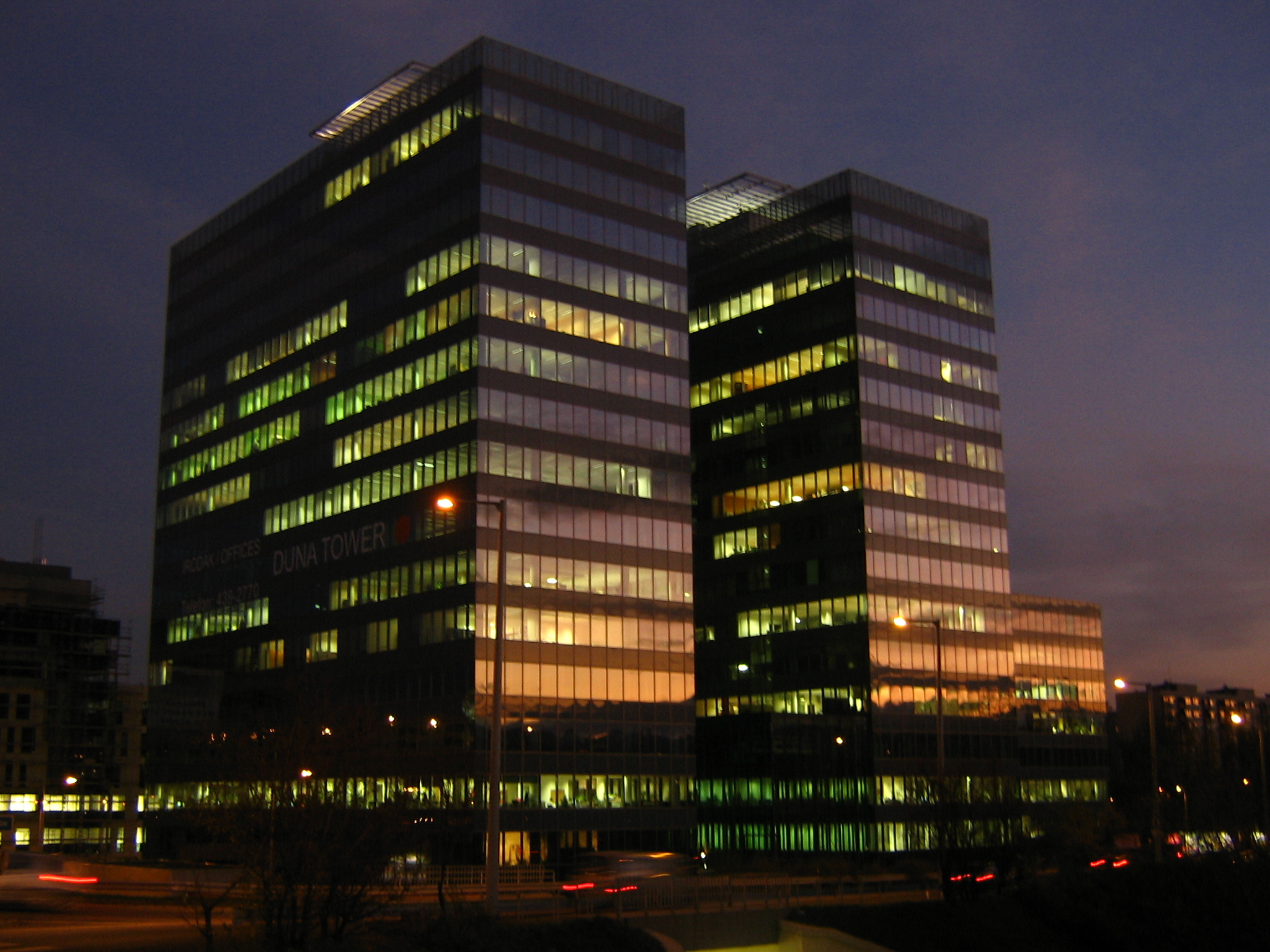
Kantoren in Boedapest

Na 1989 is Hongarije overgestapt van een planeconomie met marktelementen naar een sociale markteconomie. Onrendabele bedrijven zijn gesloten, de landbouwcollectieven ontbonden. De eerste paar jaar leidde dit tot een scherpe daling van de productie, maar sinds 1993 neemt het bnp weer toe. Het voor inflatie gecorrigeerde inkomen bleef aanvankelijk bij het bnp achter en evenaarde pas in 2002 het niveau van 1989.
In de periode 2000-2005 was de jaarlijkse groei van gemiddeld 4% hoger dan die in de oude EU-landen en de stijging van de inkomens lag aanzienlijk boven het EU-gemiddelde. Verwacht mag worden dat de achterstand op het westen geleidelijk verder zal worden ingelopen, maar zeker niet alle Hongaren gaan erop vooruit. Geschat wordt dat ca. 15% van de bevolking in armoede leeft.
Buitenlandse investeringen zijn belangrijk voor de transformatie van de economie. Vooral de particuliere investeringen, die een veelvoud zijn van de steun die door de EU is verstrekt. Dit betekent wel dat de meeste grote bedrijven door buitenlandse ondernemingen zijn overgenomen, wat natuurlijk afkeer wekt.
De motieven voor buitenlandse ondernemingen om zich in Hongarije te vestigen verschillen. Soms gaat het om de lokale markt (Heineken), andere bedrijven komen in de eerste plaats om met goedkope arbeidskracht exportartikelen te fabriceren (Audi). In november 2020 bedroeg het gemiddeld maandloon € 1220. Naast de relatief lage salarissen is echter ook het hoge opleidingsniveau in Hongarije voor de industrie van belang, in combinatie met een goede infrastructuur en een stabiel politiek systeem.

### Sectoren en overheid

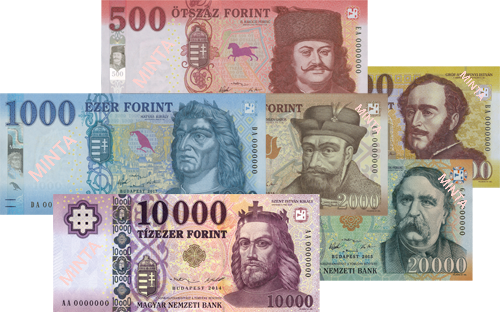
De forint is de Hongaarse munteenheid

Terwijl de lichte industrie en de dienstverlening zich per saldo goed ontwikkelen, blijft de landbouw achter. De boeren krijgen in beperkte mate subsidie, maar onvoldoende voor de investeringen die onder andere door de EU-regelgeving verlangd worden. Vooral de veeteelt is daarvan het slachtoffer, in de akkerbouw en tuinbouw is de situatie minder ernstig.
De geregistreerde werkloosheid is in Hongarije ca. 10%, maar dit percentage wordt geflatteerd door de extreem lage arbeidsparticipatie. Door de reorganisaties van de jaren 1990 heeft Hongarije veel (jong) gepensioneerden en arbeidsongeschikten met een kleine uitkering. Daar staat wel weer tegenover dat het land een grote en groeiende zwarte economie heeft, waarvan de omvang op 20 tot 25% van het BNP geschat wordt.
Het grote begrotingstekort is een risicofactor. Het was de bedoeling om in 2010 over te stappen van de forint op de euro, maar die doelstelling bleek al snel te optimistisch. Een belangrijke oorzaak dat de overheidsfinanciën niet op orde kwamen is de concurrentie tussen de beide politieke blokken, die de overheidskas hebben gebruikt om kiezers te winnen.
Op langere termijn is de vergrijzing de belangrijkste uitdaging voor de Hongaarse economie. Dit probleem speelt in bijna alle ontwikkelde landen, maar is door een laag geboortecijfer, een migratiesaldo van nul en lage spaarsaldi in Hongarije bijzonder groot.
Veel bedrijven in Hongarije zijn onderdeel van buitenlandse multinationals geworden. De grootste Hongaarse bedrijven zijn de MOL en OTP Bank. Ook vestigden zich vanaf de jaren '90 veel automotive bedrijven in het land zoals Suzuki in Esztergom, Opel in Szentgotthárd, Audi in Györ, Bosch in Hatvan, Mercedes-Benz in Kecskemét en BMW in Debrecen.

### Feiten en cijfers
Bruto nationaal product
- Totaal: $ 196,1 miljard (2011)
- Reëel groeicijfer: ca. 1,7 (2011)
- Inkomen per hoofd van de bevolking: € 15.700 (2011)
- Per economische sector:
  - Land- en tuinbouw: 3,7% (2011)
  - Industrie: 31,3% (2011)
  - Dienstensector: 65% (2011)

Import:
- $ 93,9 miljard (2011)

Export:
- $ 103,1 miljard (2011)

Buitenlandse schuld:
- 80,6% van het bbp (2011)

De munteenheid in Hongarije is de forint. 100 forint = € 0,25 (maart 2023).
Door de financiële crisis in de tweede helft van 2008 kende de forint dat jaar behoorlijke schommelingen. Deze ontwikkelde zich tussen de circa € 0,34 en € 0,44, wat voor de bevolking veel onzekerheid bood.
De meeste hypotheken zijn afgesloten in buitenlandse valuta zoals de euro en de Zwitserse frank, waardoor men, vanwege de relatieve waardestijging van de euro en vooral de Zwitserse frank, voor enorme lastenverzwaringen kwam te staan.

## Infrastructuur

### Steden
De Hongaarse hoofdstad Boedapest is met 1,7 miljoen inwoners (2,5 miljoen in de agglomeratie) veruit de grootste. Debrecen is op ruime afstand tweede, Miskolc derde. De Hongaarse steden met meer dan 100.000 inwoners zijn:
1. Boedapest: 1.727.300 (agglomeratie: 2.550.000)
2. Debrecen: 205.100 (202.402 in 2019)
3. Miskolc: 181.100 (159.265 in 2019)
4. Szeged: 162.500 (162.868 in 2019)
5. Pécs: 158.700 (148.030 in 2019)
6. Győr: 128.400 (124.685 in 2019)
7. Nyíregyháza: 116.200 (119.767 in 2019)
8. Kecskemét: 106.500 (110.621 in 2019)
9. Székesfehérvár: 103.300 (96.373 in 2019)

### Verkeer

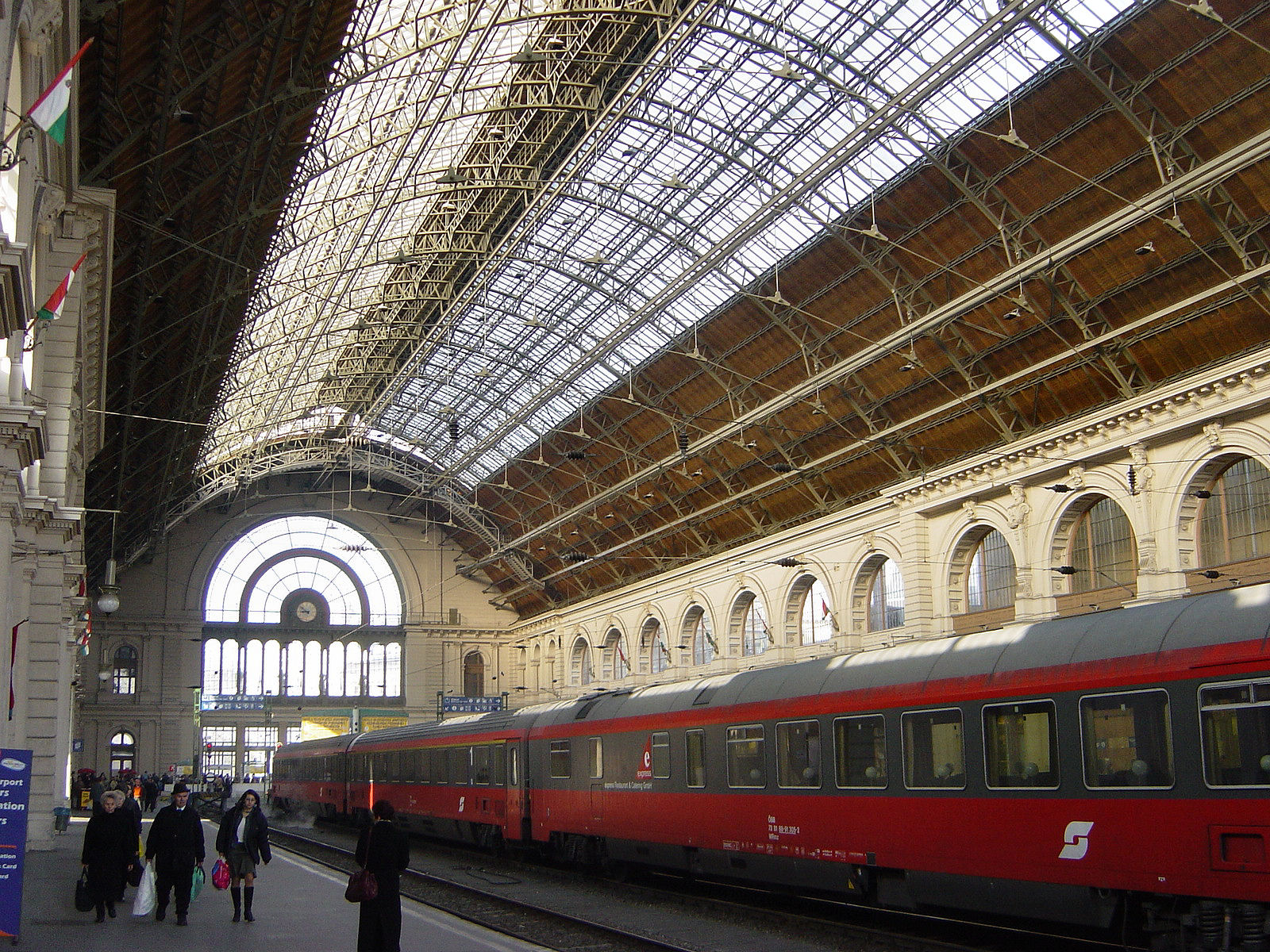
Boedapest Keleti pályaudvar

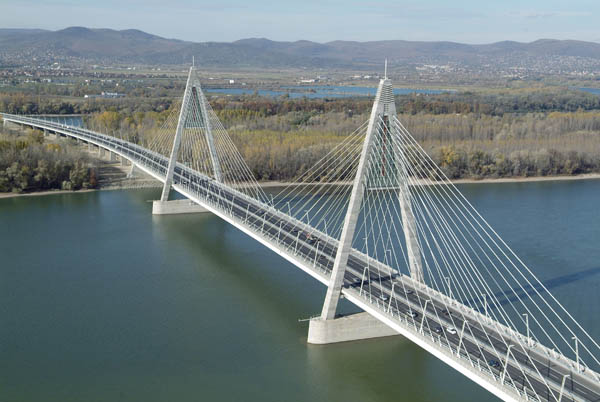
Megyeribrug

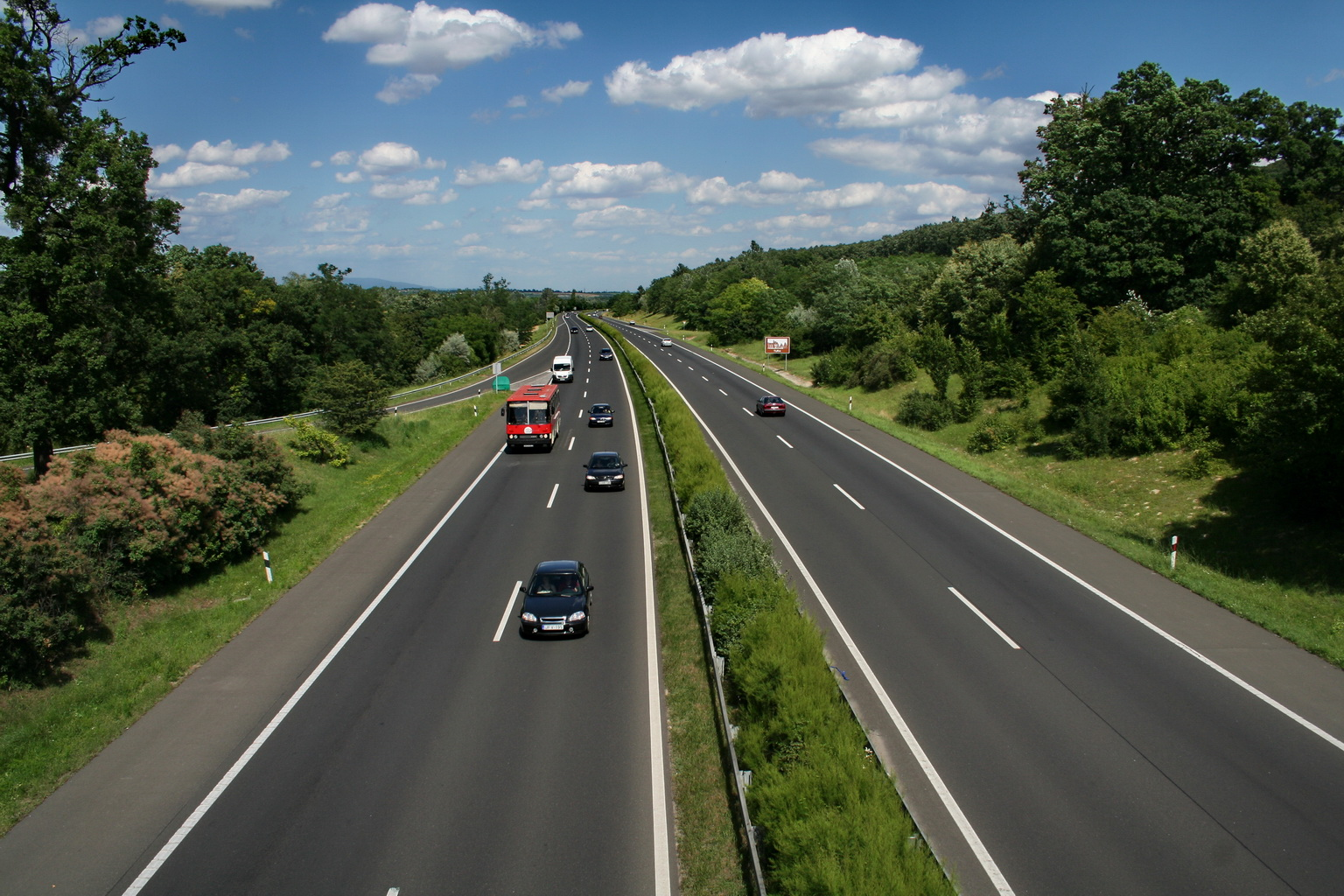
M3

Hongarije heeft een dicht wegennet, dat te lijden heeft van de huidige verkeersdruk. Prioriteit heeft de uitbouw van het autosnelwegennet, waarvan het grootste deel alleen met een geldig autowegvignet gebruikt mag worden. In tegenstelling tot bijvoorbeeld Oostenrijk en Zwitserland worden de vignetten niet als sticker op de autoruit geplakt, maar wordt bij 'uitgifte' van een vignet het kenteken in een centrale databank vastgelegd en vindt controle plaats aan de hand van het kenteken van de auto. Deze virtuele vignetten zijn verkrijgbaar bij de grens, de grotere tankstations, via het internet, per (mobiele) telefoon of per sms.
De meeste Hongaarse autosnelwegen komen samen in Boedapest. De M1 voert naar de Oostenrijkse grens en met een aftakking M15 naar Slowakije, de M3 naar Nyíregyháza (met uitbreidingsplannen tot de Oekraïense grens) en aftakkingen via de M30 naar Miskolc en de in aanbouw zijnde verbinding naar Kassa/Košice en de M35 naar Debrecen en de Roemeense grens nabij Oradea. De M4 naar Szolnok, de M5 naar Szeged en de grens met Servië en een aftakking naar Roemenië (M43). De M6 die Boedapest met Pécs verbindt (het deel naar Kroatië is in 2021 in aanbouw). De oudste autosnelweg, de M7, verbindt Boedapest met het Balatonmeer en loopt vervolgens langs de grens met Kroatië en een aftakking naar Slovenië (M70). Daardoor is een doorgaande snelwegverbinding ontstaan vanuit de zuidoever van het Balatonmeer, via Slovenië (Maribor) en Oostenrijk (Graz) naar Duitsland en de Benelux. De ring rond Boedapest (de M0) is gereed aan de zuid-, oost- en noordzijde van de stad.
Naast de grote wegen die als een spinnenweb vanaf Boedapest naar alle windrichtingen uitwaaieren is verder gebouwd aan wegen naar alle comitaatshoofdsteden. Voorbeelden zijn de M85 naar Sopron, de M86 naar Szombathely, de M8 naar Veszprém en de M44 naar Békéscsaba.
Ook het spoorwegnet van ca. 7.500 km heeft de vorm van een ster met Boedapest als centrum. De spoorwegmaatschappij MÁV biedt personenvervoer per trein aan tussen de grotere steden. Het openbaar vervoer tussen de dorpen wordt verzorgd met een dicht net aan autobuslijnen.
De luchthaven van Boedapest, Liszt Ferenc Nemzetközi Repülőtér geheten, kent twee terminals. Terminal 1 is de oudste en werd tot maart 2012 gebruikt voor charters en budgetmaatschappijen. Terminal 2 wordt sinds 2012 gebruikt door internationaal opererende maatschappijen. Liszt Ferenc was tot februari 2012 de thuishaven van de voormalige Hongaarse luchtvaartmaatschappij Hungarian Airlines (Magyar Légiközlekedési Vállalat, Malév) en is thuishaven van de low-cost carrier Wizz Air.
Andere internationale vliegvelden bevinden zich in Debrecen en bij Hévíz. Deze laatste luchthaven ging onder de naam FlyBalaton in het najaar van 2009 failliet en heeft in het voorjaar van 2011 een doorstart gemaakt.

### Energie
Hongarije heeft één kernenergiecentrale, aan de Donau bij Paks. De kerncentrale Paks is de belangrijkste stroomleverancier van het land, gascentrales vormen de tweede pilaar onder de stroomvoorziening. Hongarije is voor zijn energievoorziening sterk afhankelijk van Rusland. In februari 2012 sloot Orbán met Vladimir Poetin een belangrijk maar door de Europese Unie fel gecontesteerd politiek akkoord over de verlenging van het bestaande gasleveringscontract. Een jaar eerder had Rusland ook al een lening van 10 miljard euro aan Hongarije toegekend voor de bouw van twee bijkomende kernreactoren in Paks.
Van een met Slowakije geplande grote waterkrachtcentrale in de Donau bij Gabčíkovo-Nagymaros werd eind jaren 1980 afgezien na publiek protest tegen de gevolgen voor het landschap. Wel is er hoop om aardwarmte op grote schaal als alternatieve energiebron te gaan gebruiken. Olie en kolen spelen een beperktere rol.
Het land produceerde in 2014 10 miljoen ton olie-equivalent (Mtoe, 1 Mtoe = 11,63 TWh). De energiebronnen waren vooral fossiel (38%) en nucleair (41%). Dat was niet genoeg voor de energievoorziening, het TPES (total primary energy supply) was 23 Mtoe. Het land importeerde 14 Mtoe fossiele brandstof meer dan het exporteerde.
Van de energie ging ongeveer 5 Mtoe verloren bij conversie in de energie-industrie. 2 Mtoe werd gebruikt voor niet-energetische producten zoals smeermiddelen, asfalt en petrochemicaliën. Voor eindgebruikers resteerde 17 Mtoe waarvan 3,0 Mtoe aan elektriciteit die grotendeels nucleair opgewekt werd.
De uitstoot van kooldioxide was 40 megaton, dat is 4,1 ton per persoon. Het wereldgemiddelde is 4,5 ton per persoon.

### Water
Door zijn ligging is Hongarije rijk aan zoetwater. Het waterverbruik is er ook relatief hoog, maar neemt de laatste jaren af door de hogere tarieven die in rekening worden gebracht. Verreweg de grootste hoeveelheid water wordt gebruikt in de industrie, huishoudens nemen 13% van het totale verbruik voor hun rekening (195 liter per hoofd/dag).
Bijna alle huishoudens zijn aangesloten aan het waterleidingnet, maar er zijn in de Hongaarse dorpen ook nog steeds veel openbare tappunten te vinden. De kwaliteit van het drinkwater voldoet nog niet in alle gevallen aan de EU-normen. Het meeste drinkwater wordt gewonnen uit grondwater en bodemvervuiling is soms een probleem.
Het systeem voor afvalwaterzuivering is nog in ontwikkeling. Nog maar de helft van de huishoudens is aangesloten op het riool (90% in Boedapest, in de dorpen niet meer dan een derde). Ook van het rioolwater wordt een deel niet of maar beperkt gezuiverd.

## Overheid en politiek

### Overheid
De Hongaarse Republiek is een parlementaire democratie. De president is het staatshoofd, de premier leidt de regering en de hoogste macht berust bij het parlement.

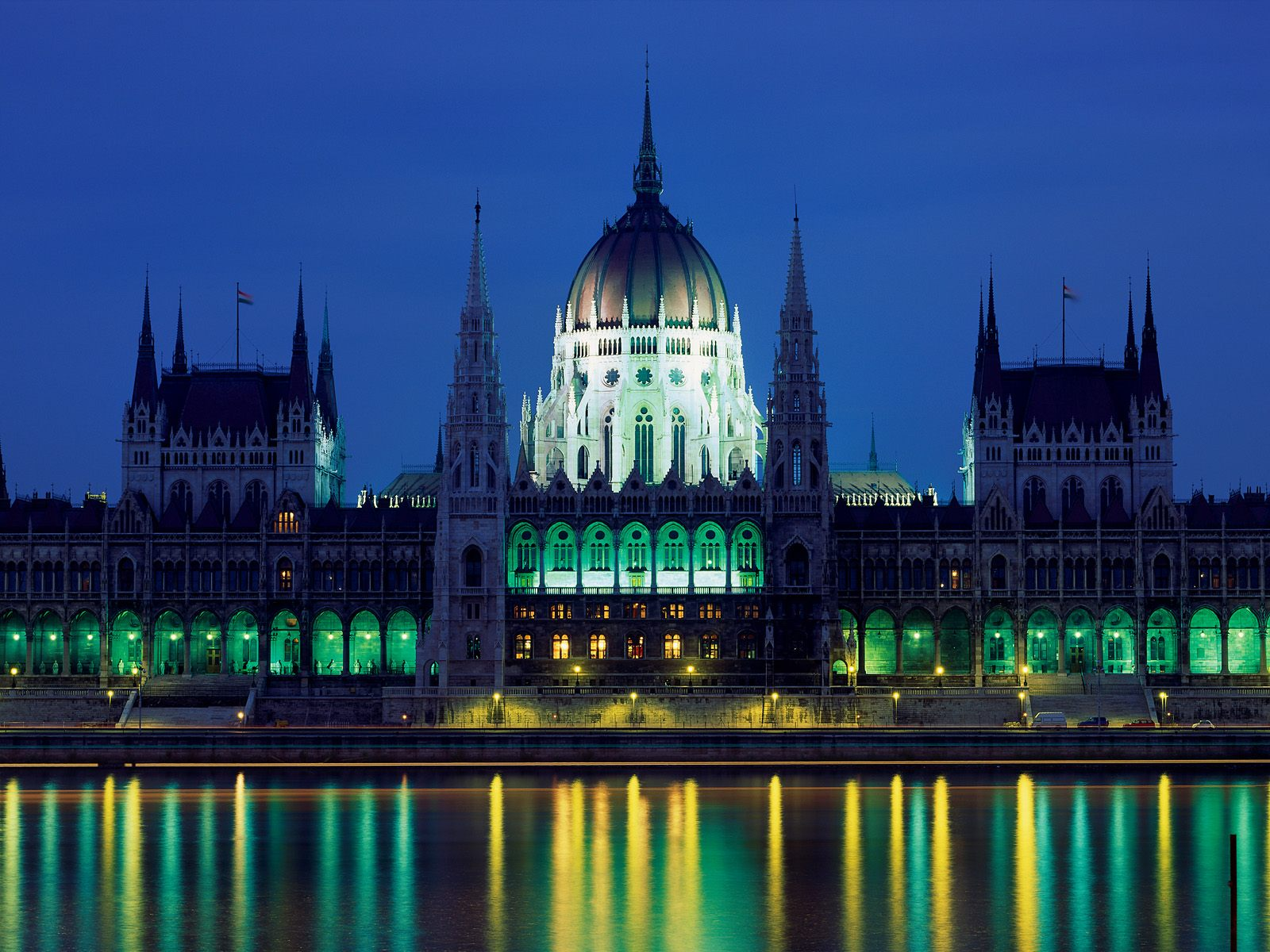
Hongaars parlementsgebouw in Boedapest

Het Hongaars parlement (Országgyűlés) beoordeelt de door de regering voorgestelde wetgeving en kan ook zelf het initiatief nemen om wetten op te stellen. Het huis bestaat uit een enkelvoudige kamer met 199 zetels (tot 2014 waren dat er 386) en wordt iedere vier jaar in zijn geheel herkozen.
De parlementsverkiezingen vinden plaats volgens een gemengd systeem. De kiezer brengt één stem uit op een districtsvertegenwoordiger en één op een partijlijst. Het districtenstelsel levert 106 volksvertegenwoordigers, de overige 93 zetels worden met een complex systeem van evenredige vertegenwoordiging door de partijen gevuld. Voor de partijen geldt een kiesdrempel van 5%.
Het is gebruikelijk dat de partijen de parlementsverkiezingen ingaan met een kandidaat-premier. Na de verkiezingen kiest het parlement de kandidaat van de winnende coalitie tot premier (sinds 2010: Viktor Orbán). De macht van de premier is in Hongarije vrij groot, hij draagt kandidaat-ministers voor aan het parlement en heeft de bevoegdheid onwelgevallige kabinetsleden te ontslaan. De Hongaarse parlementsverkiezingen 2014 waren de eerste verkiezingen die plaatsvonden onder een nieuw kiesstelsel.
De president van de republiek wordt iedere vijf jaar door het parlement gekozen. Het presidentschap is vooral een ceremoniële functie. Formeel is de president opperbevelhebber van de Hongaarse strijdkrachten. Zijn of haar ambtswoning bevindt zich in de burcht van Boeda. Op feestdagen spreekt de president het volk toe.
Hongarije heeft een constitutioneel hof met de bevoegdheid de grondwettelijke aspecten van de wetgeving te beoordelen. Dit hof staat volledig los van de reguliere rechterlijke macht waarvan het hooggerechtshof het hoogste orgaan is. De leden van de rechterlijke macht worden benoemd door het parlement c.q. de regering, maar opereren vervolgens volledig onafhankelijk.
Hongarije kent verschillende door het parlement benoemde ombudsmannen die bindende adviezen kunnen geven, bijvoorbeeld in kwesties die de rechten van nationale minderheden aangaan.
- Lijst van premiers van Hongarije
- Lijst van staatshoofden van Hongarije

### Politieke partijen
De 199 zetels in het Hongaars parlement worden bezet door:
- Fidesz (partijleider: Viktor Orbán) (117 zetels)
- Christendemocratische Volkspartij of KDNP (Zsolt Semjén)), in lijstverbinding met Fidesz, 16 zetels)
- Hongaarse Socialistische Partij of MSZP (Bertalan Tóth/Ágnes Kunhalmi) (20 zetels)
- Beweging voor een beter Hongarije of Jobbik (Péter Jakab) (22 zetels)
- Groene Partij van Hongarije of LMP (Máté Kanász-Nagy/Erzsébet Schmuck) (5 zetels)
- Democratische Coalitie of DK (Ferenc Gyurcsány) (9 zetels)
- Dialoog voor Hongarije of P (Tímea Szabó/Gergely Karácsony) (2 zetels)
- Hongaarse Liberale Partij of MLP (Anett Bősz) (1 zetel)
- Ons Land Beweging of MHM (László Toroczkai) (4 zetels)
- Nieuw Begin of ÚK (György Gémesi) (1 zetel)

### Bestuurlijke indeling

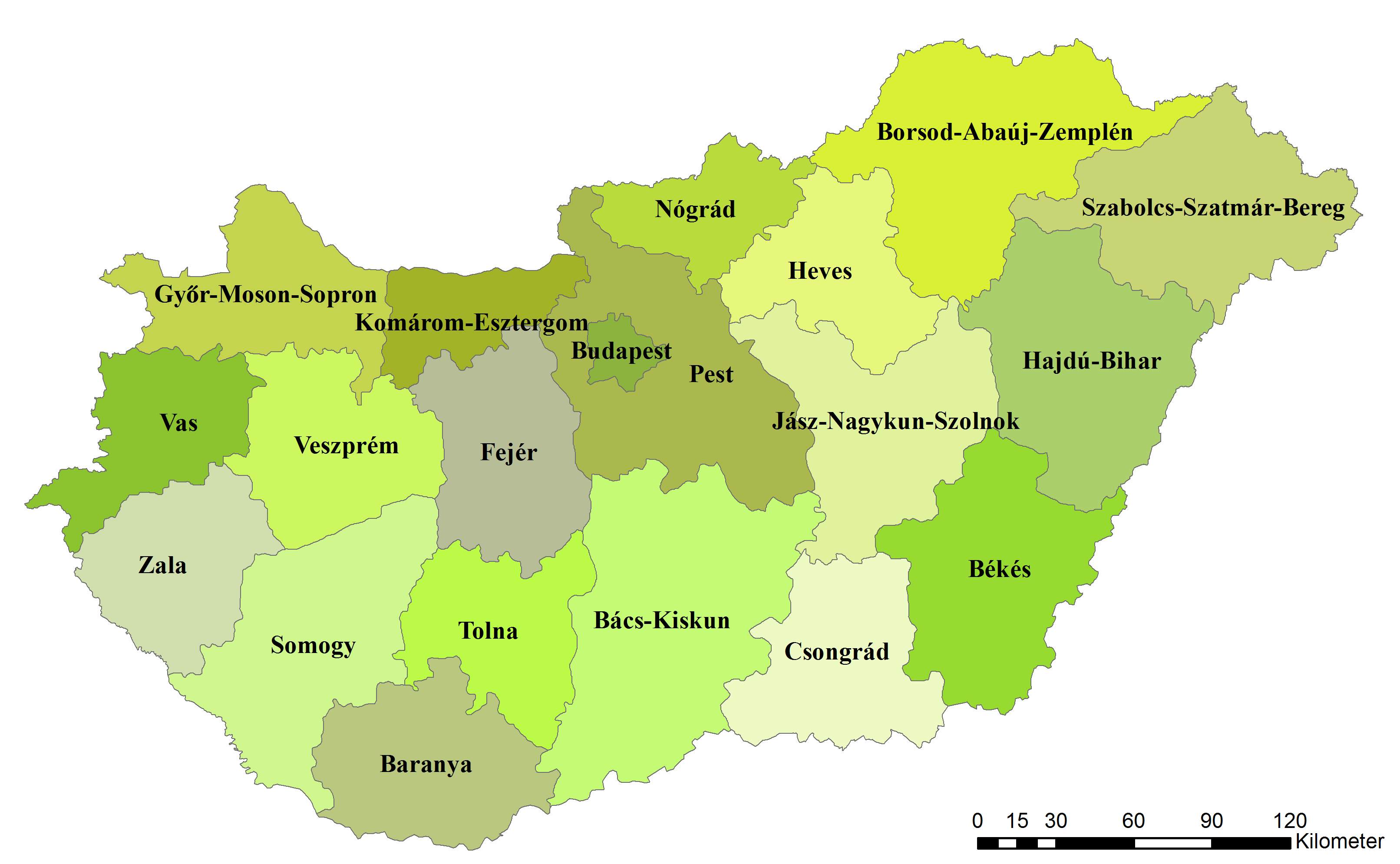
Kaart van de 19 comitaten van Hongarije

Het belangrijkste regionale bestuursniveau van Hongarije is het comitaat of de provincie (Hongaars: megye), sinds 1950 zijn dat er 19. Bovendien krijgt sinds 1990 elke stad van meer dan 50.000 inwoners de status van een stad met comitaatsrecht. Sinds 2005 zijn dat er 23. De hoofdstad Boedapest is een geval apart.

## Cultuur

### Bezienswaardigheden

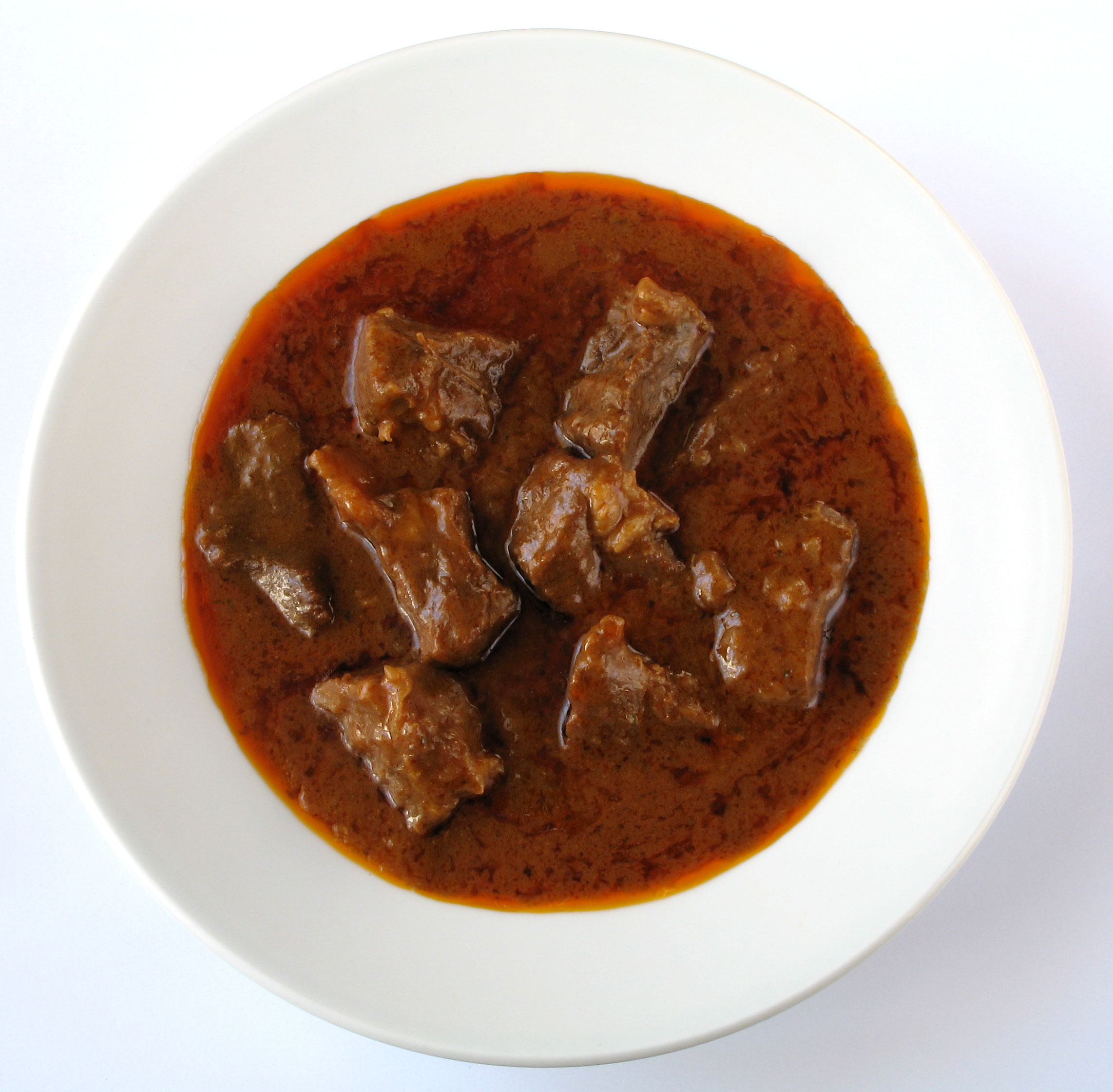
Goulash, een typisch Hongaars gerecht

Steden, o.a.:
- Boedapest
- Eger
- Pécs

Landschappen, o.a.:
- Balatonmeer
- Donauknie
- Fertő tó
- Nationaal Park Hortobágy

### Hongaarse keuken
- Dobos-taart, biscuittaart met chocolade, karamel en hazelnoten
- Goulash, gulyás (soep) en pörkölt (vleesschotel)
- Kolbász, gekruide varkenssalami
- Paprikás krumpli, gerecht dat bestaat uit aardappelen, ui, paprikapoeder, knoflook, kummel en kolbász
- Túrós csusza, gerecht van deegwaren met gebakken spekjes, kwark en zure room

### Hongaarse muziek
Behalve aan de Hongaarse volksmuziek heeft Hongarije ook bijgedragen aan de klassieke muziek met componisten als Béla Bartók, Zoltán Kodály, Franz Liszt en György Ligeti.
Onder het communistische regime (1949-1989) was er een comité dat muziek censureerde. De Hongaarse muziek maakte echter een ontwikkeling door die vergelijkbaar is met die in West-Europa. In de jaren zestig werd de Hongaarse beat- en rockmuziek groot gemaakt door bands als Illés, Omega en Metró. In de jaren zeventig was de rockband Locomotiv GT zeer populair. In de jaren tachtig stonden discobands als Neoton Família onder grote belangstelling. Deze popgroep werd onder de naam Newton Family ook buiten Hongarije een succes. In 1983 verscheen de Rockopera István a király (Stefanus de koning) die tot op heden nog jaarlijks op vele plekken wordt opgevoerd.
De hedendaagse Hongaarse populaire muziek omvat vele stijlen en sluit aan bij de internationale ontwikkelingen. Sinds 1994 doet Hongarije regelmatig mee aan het Eurovisiesongfestival.

## Media

### Pers
In Hongarije verschijnen 40 dagbladen, meestal regionale dagbladen. De media in Hongarije wordt gedomineerd door het bedrijf Mediaworks Hungary. De eigenaar van dit bedrijf is KESMA (Közép-Európai Sajtó és Média Alapítvány / Centraal Europese Pers en Media Stichting). De stichting wordt gedomineerd door bestuurders die gelieerd zijn aan regerende partij Fidesz van Viktor Orbán.
De bekendste landelijke dagbladen zijn:
- Blikk (boulevardpers, oplage in 2019: 80.000 exemplaren)
- Bors (boulevardpers, oplage in 2019: 50.000 exemplaren)
- Népszava (traditioneel sociaaldemocratisch, oplage in 2019: 21.000 exemplaren) 1873 - heden
- Magyar Nemzet (rechts-conservatief, oplage ca. 13.000 exemplaren) 1938 - 2018 en herstart in 2019 als rebranding van Magyar Idök.
- Magyar Hírlap (voorheen liberaal, tegenwoordig conservatief, oplage in 2019: 8.000 exemplaren) 1968 - 2022 (nu alleen online)
- Népszabadság (sociaaldemocratisch, oplage bij opheffing: 37.000 exemplaren) Gestopt in 2016 na overname door regeringsgezinde ondernemer. 1956 - 2016

De grootste regionale dagbladen zijn (op basis van oplages in 2021):
- Észak-Keleti Napló (oplage: 60.000 exemplaren)
- Kisalföld (oplage: 34.000 exemplaren)
- Vas Népe (Oplage: 25.000 exemplaren)
- Zalai Hírlap (Oplage: 23.000 exemplaren)
- Kelet-Magyarország (Oplage: 22.000 exemplaren)
- Észak-Magyarország (Oplage: 19.000 exemplaren)
- Hajdu-Bihari Napló (Oplage: 18.000 exemplaren)
- Délmagyarország (Oplage: 18.000 exemplaren)
- Napló (Oplage: 16.000 exemplaren)
- Fejér Megyei Hírlap (Oplage: 15.000 exemplaren)
- Új Dunántúli Napló (Oplage: 12.000 exemplaren)

De bekendste weekbladen zijn:
- HVG (opinieweekblad, oplage in 2019: 30.000 exemplaren)
- 168 Óra (opinieweekblad, oplage in 2019: 10.000 exemplaren)
- Magyar Demokrata (opinieweekblad, oplage in 2019: 10.000 exemplaren)
- Heti Válasz (opinieweekblad, oplage in 2019: 10.000 exemplaren)
- Nők Lapja (vrouwenmagazine, oplage in 2019: 200.000 exemplaren)
- Kiskegyed (vrouwenmagazine, oplage in 2019: 170.000 exemplaren)
- Story (roddelmagazine, oplage in 2019: 150.000 exemplaren)

### Radio en televisie
De publieke televisie heet Magyar Televízió (MTV) en zendt uit op zeven kanalen, m1, m2, m3, m4 en m5 en Duna Televízió Duna TV en Duna World. Daarnaast bestaan er vele commerciële stations waarvan ATV, TV2 en RTL KLUB de best bekeken zenders zijn. Daarnaast bestaan nog kleinere kanalen zoals Viasat 3 en Hálózat Televízió en themakanalen zoals Minimax en Animax (kinderzenders), Hír TV (nieuwszender), TV Paprika (kookzender), Viasat History (geschiedeniskanaal) en Spektrum Televízió (technische documentaires), alsmede Hongaarse versies van internationale zenders zoals Viva, Music Television Hungary, National Geographic Channel, Nickelodeon, Eurosport, History Channel en Discovery Channel.
De publieke radio heet Magyar Rádió, en bestaat uit drie zenders: Kossuth Rádió (MR1; nieuws, cultuur, literatuur, politiek), Petőfi Rádió (MR2; voor alternatieve pop) en Bartók Rádió (MR3; klassieke muziek). Daarnaast zijn er commerciële muziekzenders als Class FM en Juventus Rádió.
Op 1 januari 2011 is de organisatie Médiaszolgáltatás-támogató és Vagyonkezelő Alap (MTVA) opgericht die MTV, Duna TV, Magyar Rádió en het persbureau MTI in één orgaan verenigt. Critici zien in deze samenballing het einde van de onafhankelijke publieke nieuwsvoorziening van Hongarije.

### Persvrijheid
Sinds het aantreden van Viktor Orbán als regeringsleider bestaan er al zorgen over de onafhankelijkheid van de nieuwsmedia in Hongarije. Honderden media zijn in handen van aanhangers van de president. Zo werden verscheidene onafhankelijke media omgevormd tot pro-regeringskanalen nadat ze werden opgekocht door aanhangers van de Fidesz-partij van Orbán. Zo werd de zender HirTV op 1 augustus 2018 overgenomen door een vriend van de premier. Nagenoeg van de ene op de andere dag veranderde het van een kritische, onafhankelijke zender in een pro-regeringskanaal.